# インフローレ女学院
インフローレ女学院（インフローレじょがくいん）は、日本の女性アイドルグループ。大阪を中心に活動を行っており、2017年までは～アイドル歌劇団～インフローレ女学院として活動していた。
後継グループは「KUKKA」。

## 概要
2015年7月18日、大阪日本橋PolluxTheaterにて～アイドル歌劇団～インフローレ女学院が開校(結成)し、初お披露目された。
新しい形のアイドルシーンとして演劇とライブを織り交ぜた定期公演を毎週土曜日に二部制で行っていた。僅かだが、課外授業と称し外イベントの対バンライブなどにも出演していた。
2017年3月25日、メンバーの大幅な卒業と運営方針の変更に伴い、活動を一時休止。
2017年5月27日、ライブアイドルに路線変更し、「インフローレ女学院」として活動再開。
ただし、ライブだけではなくこれまでに3ヶ月に一度のペースで行われていた女の子だけの喜劇カンパニー『“ハニカミ！”』が月1回の定期公演・道頓堀ZAZAの本公演にバージョンアップし、その主要メンバーとしても活躍している。
2019年1月27日、メンバーの卒業が相次いだため、同年2月24日で活動を一時休止を発表。同年4月より新たなメンバーを加えて再開。
2023年3月21日、同年5月14日の「周年記念公演」をもって現体制終了・活動休止と、池田来愛、林柚寿のグループ卒業を発表。今後は佐野亮華、城平杏樹、神野春花、東出二虹の4人の新体制で6月10日に再始動予定だったが、メンバー、スタッフで話し合った結果、グループの再始動時期は未定となった。
7月31日、佐野亮華、城平杏樹、神野春花、東出二虹の4人の新体制で「KUKKA」としてプレデビュー。10月14日、11月23日をもって東出二虹のグループ卒業を発表。
2024年7月3日、同年9月1日をもって現体制終了と、佐野亮華、城平杏樹、神野春花のグループ卒業を発表。

## メンバー

### 最終メンバー
佐野 亮華、城平 杏樹、神野 春花

### 元メンバー
| 名前        | よみ              | 生年月日（年齢）       | 備考   |
| ----------- | ----------------- | ---------------------- | ------ |
| 大園 唯生希 | おおぞの いぶき   | 2001年1月9日（24歳）   |        |
| 林 千晶     | はやし ちあき     | 1999年2月5日（26歳）   |        |
| 宮田 樹     | みやた いつき     | 2003年6月7日（22歳）   |        |
| 日置 愛莉   | ひおき あいり     | 2003年8月7日（21歳）   |        |
| 渡名喜 珠莉 | となき しゅり     | 2004年3月26日（21歳）  |        |
| 古妻 朋瑛   | こつま ともえ     | 2001年5月29日（24歳）  |        |
| 西岡 綾香   | にしおか あやか   | 2001年4月23日（24歳）  |        |
| 宮崎 優奈   | みやざき ゆな     | 2002年10月15日（22歳） |        |
| 福島 月姫   | ふくしま かぐや   | 2003年1月24日（22歳）  |        |
| 田代 桜     | たしろ さくら     | 2002年5月8日（23歳）   |        |
| 梶井 紅李   | かじい あかり     | 2003年8月22日（21歳）  |        |
| 石塚 日菜子 | いしづか ひなこ   | [ 10 ]                 |        |
| 橘 桃加     | たちばな ももか   | 2001年5月18日（24歳）  | 水色   |
| 小林 ほのか | こばやし ほのか   | 2002年5月26日（23歳）  | ピンク |
| 白方 美羽   | しらかた みう     | 2001年7月2日（24歳）   | 水色   |
| 国村 まい   | くにむら まい     | 2002年9月7日（22歳）   | 水色   |
| 大星 志歩   | おおぼし しほ     | 2003年8月23日（21歳）  | ピンク |
| 佐々木 人愛 | ささき とあ       | 2003年9月23日（21歳）  | 緑     |
| 中村 心姫   | なかむらみひめ    | 2004年4月10日（21歳）  | 緑     |
| 矢形 菜乃葉 | やがた なのは     | 2006年5月1日（19歳）   | ピンク |
| 神野 紗雪   | じんの さゆき     | 2005年1月3日（20歳）   | ピンク |
| 岩永 来瞳   | いわなが くるみ   | 2002年9月15日（22歳）  | ピンク |
| 池田 来愛   | いけだ くるあ     | 2004年1月26日（21歳）  | 水色   |
| 林 柚寿     | はやし ゆず       | 2005年8月5日（19歳）   | 水色   |
| 佐野 亮華   | さの りょうか     | 2004年7月25日（20歳）  | 水色   |
| 城平 杏樹   | じょうひら あんず | 2006年9月19日（18歳）  | 緑     |
| 東出 二虹   | ひがしで にこ     | 2007年1月14日（18歳）  | 黄色   |
| 神野 春花   | じんの はるか     | 2007年3月29日（18歳）  | 黄色   |

## オリジナル曲
1. 君色、青春
2. キラキラダイアリー
3. Special my life
4. アフタースクール
5. ティーンエージャー
6. 1000％
7. ←勇☆気→
8. ラブストーリー
9. Yes! Yes! Summer
10. Hi-Hiナニワ節
11. 明日へ向かって
12. 初恋！全力フィールド
13. 僕に勇気がないんだ
14. 夕陽が見える丘

## 作品

### CDシングル
| #                | タイトル         | 発売日           | 収録曲                              | 規格品番         | 備考             |
| Chop Hit Records | Chop Hit Records | Chop Hit Records | Chop Hit Records                    | Chop Hit Records | Chop Hit Records |
| ---------------- | ---------------- | ---------------- | ----------------------------------- | ---------------- | ---------------- |
| 1                | ←勇★気→          | 2018年5月27日    | ←勇★気→ アフタースクール 君色、青春 | CHHR-0004        | ライブ会場限定   |

### 配信シングル
| #                | タイトル         | 発売日           | 収録曲                              | 規格品番         | 備考             |
| Chop Hit Records | Chop Hit Records | Chop Hit Records | Chop Hit Records                    | Chop Hit Records | Chop Hit Records |
| ---------------- | ---------------- | ---------------- | ----------------------------------- | ---------------- | ---------------- |
| 2                | 明日へ向かって   | 2022年3月1日     | 明日へ向かって 初恋！全力フィールド |                  |                  |

## 出演

### テレビ
- アイドル応援バラエティ千原せいじのバズ☆ドル（2016年5月15日 テレビ愛知）[12]
- エンタメ★ワンダーランド（2017年7月18日、9月19日 サンテレビ）

### 雑誌
- IDOL FILE KANSAI Vol.5　(2017年10月19日発行 ロックスエンタテインメント合同会社)
- IDOL FILE KANSAI Vol.12　(2018年11月15日発行 ロックスエンタテインメント合同会社)

### インターネット
- カレッジフェスタ キャンパスレポート#68（2018年2月7日 FRESH LIVE カレッジフェスタ放送局）
[13]